# 克雷桑-罗什福尔
克雷桑-罗什福尔（法語：Cressin-Rochefort，法語發音：[kʁesɛ̃ ʁɔʃfɔʁ]）是法国安省的一个市镇，位于该省东南部，属于贝莱区。

## 地理
克雷桑-罗什福尔（45°47'9"N, 5°45'48"E）面积7.93 平方千米，位于法国奥弗涅-罗讷-阿尔卑斯大区安省，该省份为法国东部省份，北起汝拉省，西北接索恩-卢瓦尔省，西接罗讷省和里昂大都会，南至伊泽尔省，东与萨瓦省、上萨瓦省和瑞士接壤。
与克雷桑-罗什福尔接壤的市镇（或旧市镇、城区）包括：拉武尔、马西尼约德里沃、波略、吕塞、马尼约。

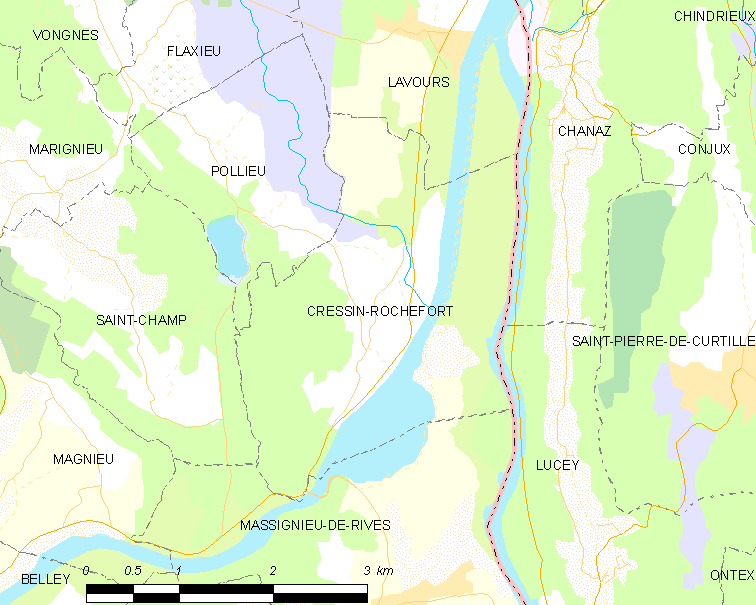
克雷桑-罗什福尔的OSM定位图

克雷桑-罗什福尔的时区为UTC+01:00、UTC+02:00（夏令时）。

## 行政
克雷桑-罗什福尔的邮政编码为01350，INSEE市镇编码为01133。

## 政治
克雷桑-罗什福尔所属的省级选区为贝莱县。

## 人口

1962-2008年间克雷桑-罗什福尔人口变化图示

克雷桑-罗什福尔于2022年1月1日时的人口数量为384人。